# Alessandro Bazzoni
Alessandro Bazzoni (Villafranca di Verona, 13 luglio 1933) è un ex calciatore italiano, di ruolo portiere.

## Carriera
Cresciuto nell'U.S. Cerea, squadra dell'omonimo comune veronese, passò nel 1957 al Lanerossi Vicenza (oggi Vicenza Calcio), militante in Serie A. L'esordio in massima serie arrivò il 5 gennaio 1958, nella partita vinta contro l'Udinese per 0-1. Nella prima e nella seconda stagione si alternò spesso con Franco Luison, fino alla cessione di quest'ultimo al Rimini. Perse la maglia da titolare nella stagione 1959-1960 a favore di Pietro Battara, ma la riconquistò l'anno dopo. La squadra intanto si mantenne sempre in posizioni di media classifica, cogliendo anche un seppur mediocre successo di livello internazionale, conquistando nel 1961 la Coppa del Benelux sconfiggendo in finale il PSV per 2-1, con Bazzoni portiere titolare.
Nell'ottobre 1962, dopo 88 presenze in Serie A da titolare con la maglia della squadra vicentina, Bazzoni passò al Padova appena retrocesso in Serie B: con i biancoscudati, il portiere marcò 33 presenze in due stagioni nella serie cadetta, di cui 22 nell'ultima stagione dove la squadra sfiorò la promozione in Serie A.